# Koleoptile

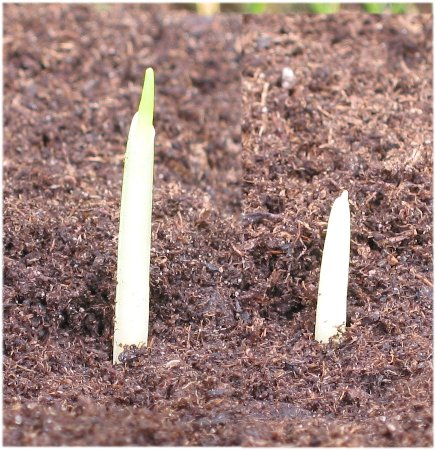
Koleoptile bei Maiskeimlingen, links bereits vom Primärblatt durchstoßen

Die Koleoptile (auch Coleoptile, gelegentlich auch Koleoptil oder Coleoptil) bezeichnet das Schutzorgan für das aufgehende erste Blatt bei den Poaceae (Monokotyledonen). Wegen ihrer Sensibilität auf Licht und Schwerereize dient die Koleoptile als Untersuchungsobjekt für Reaktionen, die durch das Phytohormon Auxin gesteuert werden. Das in der Koleoptile produzierte Auxin wird über die Pflanzenspitze mittels aktiven Transports in weiter unten liegende Teile der Pflanze transportiert. Dort bewirkt es Zellwachstum / Streckung der Zellen. Die Zellen der belichteten bzw. beschatteten Seite der Pflanze werden verschieden stark mit Auxin versorgt, so dass die Pflanze zum Licht hin wächst  (Pflanzenbewegung).